# Cour de conciliation et d'arbitrage
Cet article possède un paronyme, voir Cour supérieure d'arbitrage.
La Cour de conciliation et d'arbitrage est l'organisme de l'Organisation pour la sécurité et la coopération en Europe (OSCE) chargé de résoudre les contentieux entre États membres, par conciliation, et au besoin par arbitrage. Elle a été créée par la convention du 15 décembre 1992 relative à la conciliation et à l'arbitrage. Elle siège à Genève.

## Présidence
| Titulaire | Titulaire           | Date de début     | Date de fin       | État participant à l'OSCE |
| --------- | ------------------- | ----------------- | ----------------- | ------------------------- |
|           | Robert Badinter     | 3 avril 1995      | 19 septembre 2013 | France                    |
|           | Christian Tomuschat | 19 septembre 2013 | 14 octobre 2019   | Allemagne                 |
|           | Emmanuel Decaux     | 14 octobre 2019   | En fonction       | France                    |